# Oligoaeschna modiglianii
Oligoaeschna modiglianii är en trollsländeart som först beskrevs av Selys 1889.  Oligoaeschna modiglianii ingår i släktet Oligoaeschna och familjen mosaiktrollsländor. Inga underarter finns listade i Catalogue of Life.